# 安德魯斯岩
安德魯斯岩（英語：Andrews Rocks），是南極洲的岩石，位於南喬治亞群島，處於帕里亞丁角以東1公里，由英國皇家海軍命名，該岩石由英國海外領土管轄。